# Vitsandsmyrsmyg
Vitsandsmyrsmyg (Myrmotherula cherriei) är en fågel i familjen myrfåglar inom ordningen tättingar.

## Utseende och läte
Vitsandsmyrsmygen är en kraftigt streckad myrsmyg. Hanen är svart och vit, honan beige med svarta streck. Den är mycket lik andra svartvitstreckade myrsmygar, men har svart istället för grå nedre näbbhalva och tjockare streck. Sången är också unik, en stigande drill.

## Utbredning och systematik
Fågeln förekommer i sydöstra Colombia, sydvästra Venezuela, nordöstra Peru och nordvästra Brasilien. Den behandlas som monotypisk, det vill säga att den inte delas in i några underarter.

## Levnadssätt
Vitsandsmyrsmyg hittas i säsongsmässigt översvämmade skogar med lågväxta träd, beskogad savann på vitsandsjordar och buskiga områden nära vatten. Den födosöker vanligen i undervegetationen och slår ofta följe med kringvandrande artblandade flockar.

## Status och hot
Arten har ett stort utbredningsområde, men tros minska i antal, dock inte tillräckligt kraftigt för att den ska betraktas som hotad. Internationella naturvårdsunionen IUCN listar arten som livskraftig (LC).

## Namn
Fågelns vetenskapliga artnamn hedrar den amerikanske ornitologen och äventyraren George Kruck Cherrie (1865-1948). Tidigare kallades den cherriemyrsmyg även på svenska, men justerades 2023 till ett enklare och mer informativt namn av BirdLife Sveriges taxonomikommitté.